# W-27
W-27 — тральник Імперського флоту Японії, який взяв участь у Другій світовій війні.
Корабель, який належав до типу W-19, спорудили у 1943 році на верфі Harima Zosensho у Айой.
З кінця липня по кінець листопада 1943-го корабель займався ескортною та протичовновою службою біля східного узбережжя Японського архіпелагу. 3 вересня 1943-го при проведенні W-27 конвою з Мурорану (острів Хоккайдо) один з транспортів був потоплений підводним човном, після чого тральник влаштував безрезультатні пошуки ворожого корабля. Наприкінці вересня W-27 взяв участь у зустрічі есортного авіаносця «Тайо», який був пошкоджений підводним човном та приведений на буксирі назад до Японії.
Від грудня 1943-го до початку лютого 1944-го тральник ніс службу в районі архіпелагу Рюкю та південного узбережжя Кюсю, після чого повернувся до попереднього району базування.
Щонайменше до кінця липня 1944-го W-27 діяв біля східного узбережжя Хонсю. У цей період тральщик також почав супроводжувати конвої до островів Огасавара. Першим з них став № 3409, що з 10 по 20 квітня 1944-го пройшов круговим маршрутом. 10 липня W-27 разом з кількома іншими кораблями охорони повів на Тітідзіму конвой № 3710, який на переході втратив від нападу підводного човна один транспорт (загинуло майже чотири сотні осіб), після чого ескорт безрезультатно контратакував глибинними бомбами. 16—19 липня W-27 повернувся з Тітідзіми до Токійської затоки з конвоєм № 4716.
Станом на кінець жовтня 1944-го (на той час союзники вже почали операцію заволодіння Філіппінами) W-27 перебував у Такао (наразі Гаосюн на Тайвані). 1—9 листопада тральщик разом з іншими кораблями ескорту провів звідси до Маніли конвой MOMA-06 (прибув раніше до Такао з японського порту Моджі), при цьому від атаки ворожих субмарин був втрачений один з транспортів та один корабель охорони.
Ще до кінця року W-27 повернувся до метрополії і 16—26 грудня 1944-го здійснив черговий рейс з Йокосуки до островів Огасавара та назад як охорона конвоїв № 3217 та № 4222.
У 1945-му тральщик продовжив ескортну діяльність. 10 липня W-27 разом зі ще двома кораблями супроводжував транспорт і поблизу від затоки Ямада (північна частина Хонсю) був атакований підводним човном «Раннер». Дві торпеди влучили у тральщик, який затонув всього за півтори хвилини.